# Bürohausgesellschaft
Die Bürohausgesellschaft, auch in der Schreibweise Bureauhausgesellschaft, war eine als Gesellschaft mit beschränkter Haftung organisierte Immobiliengesellschaft der Stadt Düsseldorf. In den Jahren 1921 bis 1935 diente sie ihr in öffentlich-privater Partnerschaft als privatrechtliches Instrument der Bau- und Stadtentwicklungspolitik.

## Geschichte
Unter Leitung des Verwaltungsjuristen Carl Christian Schmid, der unter der Ägide des Düsseldorfer Oberbürgermeisters Emil Köttgen am 12. Januar 1920 das Amt eines Bürgermeisters angetreten hatte und als solcher für die Entwicklung städtischer Liegenschaften verantwortlich war, gründeten die Stadt Düsseldorf und die Rheinische Bahngesellschaft die Bürohausgesellschaft m. b. H. mit Sitz in Düsseldorf. An ihrem Stammkapital von 100.000 Mark hielt die Stadt Düsseldorf anfangs 99 Prozent, die Rheinische Bahngesellschaft 1 Prozent. Im Juli 1921 begann die Gesellschaft ihre Tätigkeit, zu einem Zeitpunkt, „an dem die Unternehmungslust (im Baugewerbe) dem Nullpunkt nahe war“. Zu ihrem Direktor und Vorstandsmitglied wurde 1921 der Regierungsbaumeister Robert Meyer berufen.

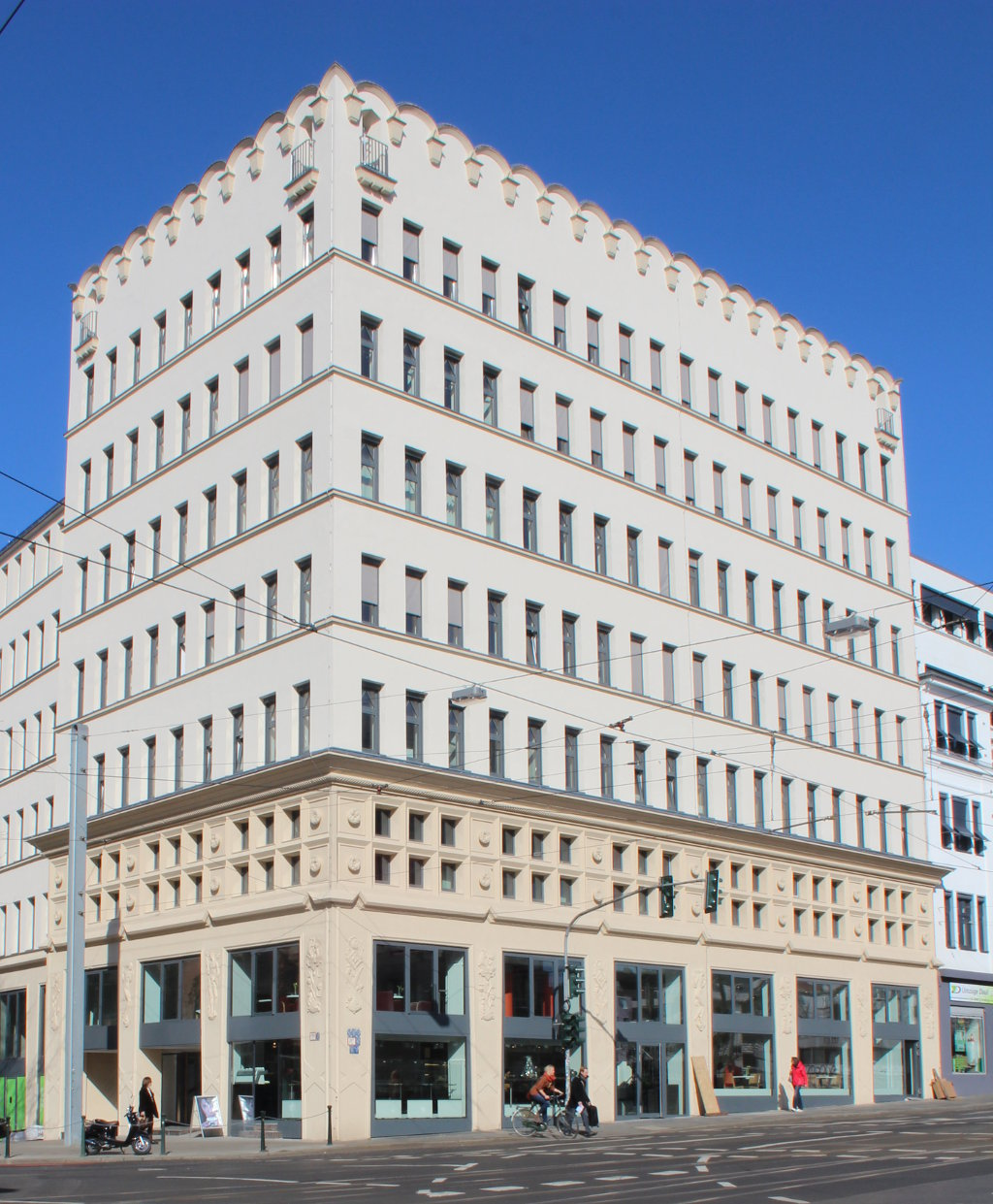
Industriehaus Düsseldorf

Ihre namensgebende erste Aufgabe bestand zunächst darin, drei Bürohäuser an städtebaulich markanten Standorten der Stadt zu entwickeln: das Industriehaus Düsseldorf am Bahnhof Düsseldorf Wehrhahn, das Wilhelm-Marx-Haus am Hindenburgwall und das Stummhaus neben dem Stahlhof. Im Laufe der Zeit kamen weitere Projekte hinzu, etwa die Ausführung von Ausstellungsgebäuden der GeSoLei, ferner Maßnahmen des Wohnungsbaus an Kaiserswerther Straße, Golzheimer Platz und Cecilienallee für städtische Bedienstete mit gehobenen und mittlerem Einkommen, wenig später in industrienahen Stadtteilen auch Wohnungsbau für Mieter mit geringerem Einkommen und für Kinderreiche. Nach dem Vorbild von „Wolkenkratzern“ US-amerikanischer Downtowns wurden die Bürohäuser als Hochhäuser konzipiert, es waren die ersten in Westdeutschland. Die Bauten der Gesellschaft waren vom Expressionismus, insbesondere vom Backsteinexpressionismus, und vom Neuen Bauen inspiriert. Nach Ansicht des Kunsthistorikers Jürgen Wiener war die Bürohausgesellschaft „eine Institution, die das effektivste, weil unbürokratische Instrumentarium der städtischen Baupolitik, vermutlich sogar der technischen und sozialen Modernisierung der Stadt überhaupt darstellte.“
Unter veränderten stadtentwicklungspolitischen Voraussetzungen, insbesondere unter dem seit 1933 verfolgten Ziel, die Liegenschaftsverwaltung zu zentralisieren, wurde die Gesellschaft auf der Grundlage des Umwandlungsgesetzes vom 5. Juli 1934 aufgelöst und ihr Vermögen auf das Grundstücksamt der Stadt übertragen. Das Grundstücksamt wurde per Anordnung vom 4. Januar 1936 mit der Verwaltung der städtischen Wohnungen zu einem Liegenschaftsamt vereinigt.

## Projekte (Auswahl)

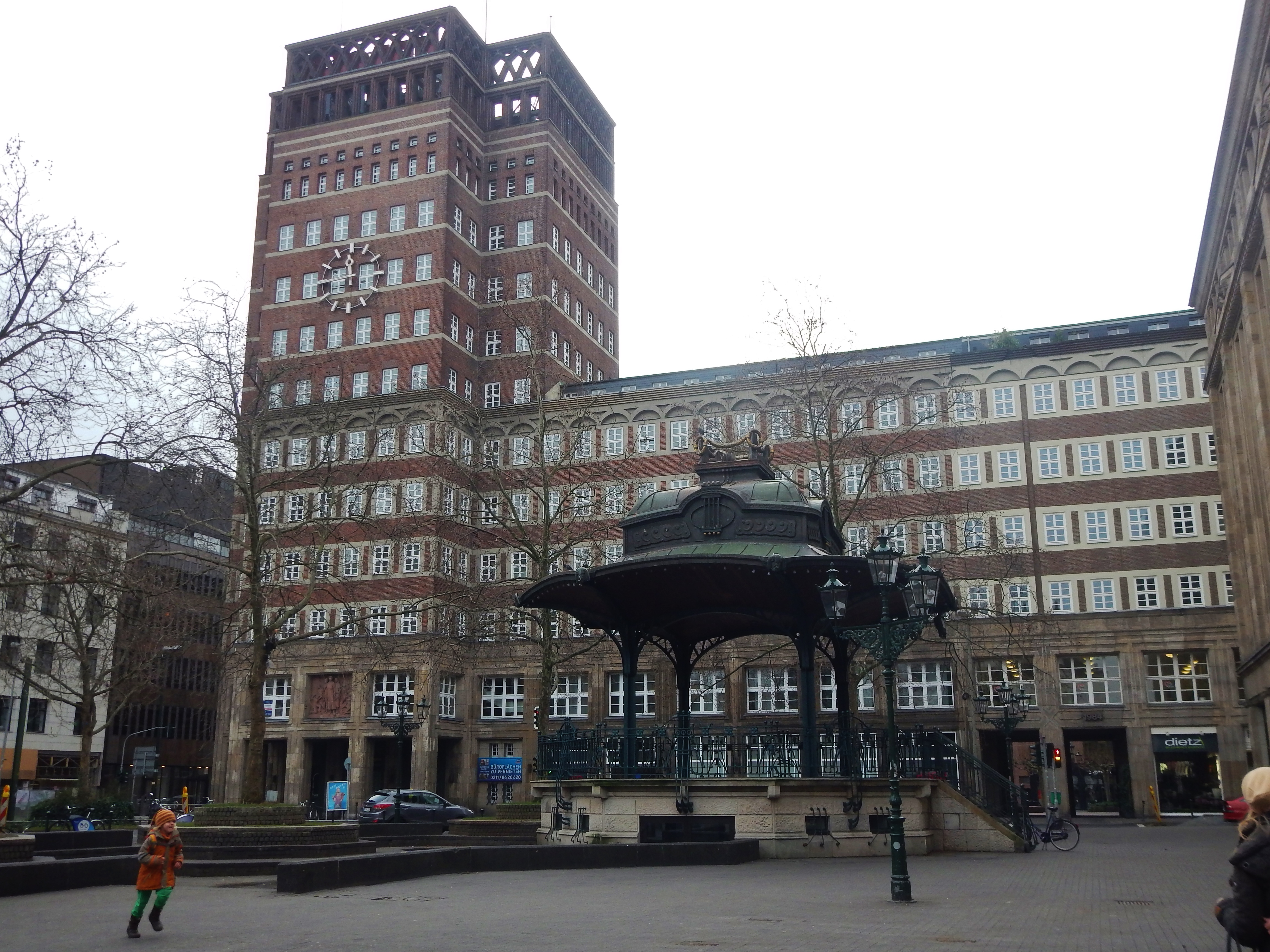
Wilhelm-Marx-Haus

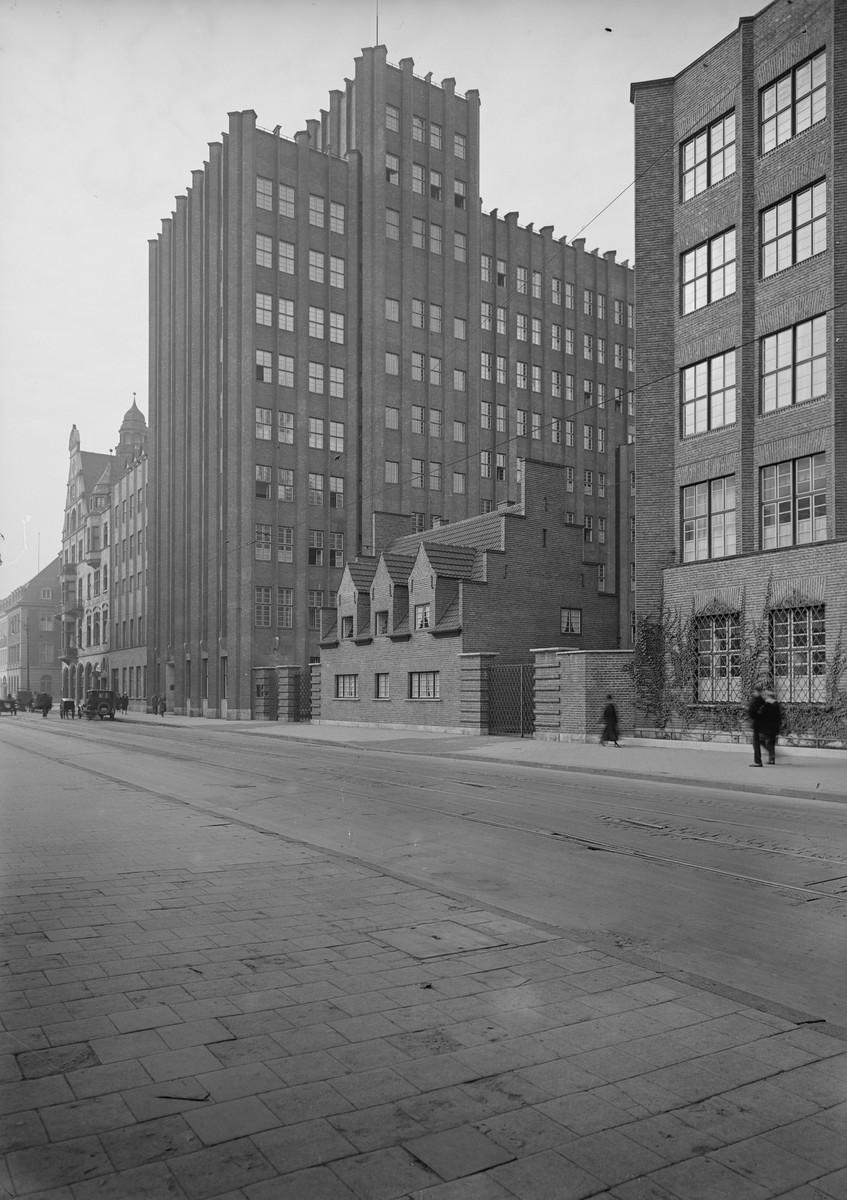
Stummhaus, um 1924

- 1921–1923: Industriehaus Düsseldorf
- 1922–1924: Wilhelm-Marx-Haus
- 1922–1924: Stummhaus
- 1925–1926: Ehrenhof („Dauerbauten“ der GeSoLei)
  - 1925–1926: Rheinhalle (Planetarium)[15]
  - 1925–1926: Reichsmuseum für Gesellschafts- und Wirtschaftskunde[16]
  - 1925–1926: Museum Kunstpalast (Umbau und Erweiterung des Kunstpalastes)
  - 1925–1926: Rheinterrasse
- 1925–1926: Pressehaus Düsseldorf
- 1925–1926: Schnellenburg[17][18]
- 1925–1926: Eulerhof